# Clique (televisieserie)
Clique is een Britse dramareeks van de BBC uit 2017 over een groep universiteitsstudentes en stagiaires bij een private bank.
Er zijn twee seizoenen gemaakt. Het eerste werd in het voorjaar van 2017 uitgezonden door BBC One, het tweede in de zomer van 2019. Beiden werden eerst online uitgebracht via BBC Three.
Clique werd op goede kritieken onthaald, met een score van 6,9 op tien bij IMDb en 100 procent voor het eerste seizoen bij Rotten Tomatoes.

## Verhaal

### Seizoen 1
De beste vriendinnen Holly en Georgia beginnen aan hun eerste jaar aan de Universiteit van Edinburgh. Al snel worden ze aangetrokken door een kliek studentes rond hun economieprofessor, die voor zeer begeerde stageplaatsen bij een gerenommeerde private bank zorgt. Holly en Georgia begeven zich in hun decadente luxeleventje tot een van de stagiaires zelfmoord pleegt. Terwijl Georgia diens positie overneemt gaat Holly op onderzoek uit. Ze ontdekt dat de grootste klant van de bank een onderwereldfiguur is en dat Georgia's taak niets met het beheer van zijn vermogen te maken heeft. Bovendien blijkt collega Rachel Holly's vroegere beste vriendin Milly te zijn en die wil haar vriendin terug.

### Seizoen 2
Holly begint aan haar tweede jaar terwijl Rachel in een psychiatrische inrichting verblijft. Ze leert Jack kennen en begint een relatie met hem. Op een avond worden haar huisgenoten Rayna en Fraser op straat aangevallen en Rayna beschuldigd Jack. Als uitkomt dat Rayna de aanval in scene heeft gezet, is dat koren op de molen van influencer Ben Howard en zijn pogingen om een masculinistische beweging op gang te trekken. Holly en vriendin Louises zoektocht naar de waarheid leidt naar de feministische politica Agnes Reid, die ook Jacks moeder is.

## Rolverdeling
- Synnøve Karlsen en Orla Bayne (als tiener) als Holly McStay, de protagonist

De kliek studentes die stage lopen bij Solasta Finance:
- Emma Appleton als Fay Brookstone, het meisje dat zelfmoord pleegt
- Rachel Hurd-Wood en Grace Greatorex-Watson (als tiener) als Rachel Maddox, assistente van de directeur
- Ella-Rae Smith als Phoebe Parker-Fox, medewerker personeelsbeleid
- Sophia Brown als Louise Taggart, medewerker strategie en later Holly's huisgenote en vriendin

Werknemers van Solasta Finance:
- Emun Elliott als Alistair McDermid, Jude McDermids broer en eigenaar van de bank
- Mark Strepan als Rory Sawyer, die een relatie aangaat met Holly
- Jack Bannon als James Buxton, Fays vriend
- Chris Fulton als Charlie Lamont-Smith, Phoebes vriend
- Meter Bankole als Mo, de illegale Somalische immigrant en chauffeur

Andere personages in seizoen 1:
- Aisling Franciosi en Evie Brassington (als tiener) als Georgia Cunningham/Milly, Holly's beste vriendin
- Sorcha Groundsell als Elizabeth Smith, Holly's buurmeisje
- Louise Brealey als Jude McDermid, de economieprofessor
- Kåre Conradi als Lukas Steiner, de grootste klant van de bank
- Harris Dickinson als Sam, de muzikant waarmee Holly een korte relatie heeft

De kliek jongens in seizoen 2:
- Leo Suter als Jack Yorke, waarop Holly verliefd wordt
- Nicholas Nunn als Calum McGowan, Jacks adoptiebroer
- Jyuddah Jaymes als Aubrey Richardson, de Amerikaanse student
- Barney Harris als Barney Bowen

Andere personages in seizoen 2:
- Imogen King als Rayna, Holly's huisgenote die wordt aangevallen
- Stuart Campbell als Fraser, Rayna's beste vriend
- Richard Gadd als Ben Howard, de man achter de website Twitcher
- Madeleine Worrall als Agnes Reid, Jacks moeder en Schots parlementslid
- Izuka Hoyle als Dani, Louises vriendin
- David Robb als rector Wentworth
- Michael Nardone als Alec McStay, Holly's vader
- Faye Castelow als Hettie, Rachels psycholoog